# Personkrets 3:1 (musikgrupp)
Personkrets 3:1 var ett svenskt hardcoreband bildat i Umeå 2003. Bandet släppte fem skivor innan de lade ner 2007.

## Diskografi
- Kampen mot livet CD-R 2003
- Split 7" EP w/ Human Waste 2004
- Life Is Beautiful, 10" 2004
- The Glorious Dead, CD/LP 2006
- Ruiner, 7" EP  2007
- Blodigt krig 2003-2007, CD (diskografi), 2010